# Nymphopsis melidae
Nymphopsis melidae là một loài nhện biển trong họ Ammotheidae. Loài này thuộc chi Nymphopsis. Nymphopsis melidae được miêu tả khoa học năm 1947 bởi Sawaya.